# There Will Never Be Another Tonight
"There Will Never Be Another Tonight" é uma canção escrita por Bryan Adams, Jim Vallance e Robert Lange, gravada pelo cantor Bryan Adams.
É o terceiro single do álbum Waking Up the Neighbours.

## Paradas
| Tabela (2008)                           | Posição |
| --------------------------------------- | ------- |
| Canadian Singles Chart                  | 2       |
| US Billboard Hot 100                    | 31      |
| US Billboard Hot Mainstream Rock Tracks | 6       |
| Top100 Singles Chart                    | 55      |
| Sverigetopplistan                       | 33      |
| MegaCharts                              | 27      |
| Irish Recorded Music Association        | 11      |